# Villamoronta
Villamoronta – gmina w Hiszpanii, w prowincji Palencia, w Kastylii i León, o powierzchni 13,29 km². W 2011 roku gmina liczyła 279 mieszkańców.